# Kolárovice
Kolárovice jsou malá obec na Slovensku v okrese Bytča.

## Historie
První písemná zmínka o obci pochází z roku 1312. V obci je římskokatolický kostel svatého Mikuláše z 19. století, který stojí na místě staršího kostela z roku 1798.

## Geografie
Obec leží na jižním podhůří Javorníků v údolí Kolárovického potoka asi 9 km severozápadně od Bytče. Centrum obce se nachází v nadmořské výšce 390 metrů. Nejnižší nadmořská výška 370 m n. m. je v údolí Kolárovického potoka a nejvyšší 946 m n. m. je v Podjavornické brázdě. Obec se rozkládá na ploše 27,539 km².  K 31. prosinci roku 2015 žilo v obci 1 818 obyvatel. Jedná se o velmi protáhlou obec, která se táhne 18 kilometrů v severojižním směru podél silnice I/10.

## Části obce
K obci patří mimo samotné Kolárovice několik osad. Osady leží severně od obce a jsou soustředěné do 4 místních částí.

### Babiše

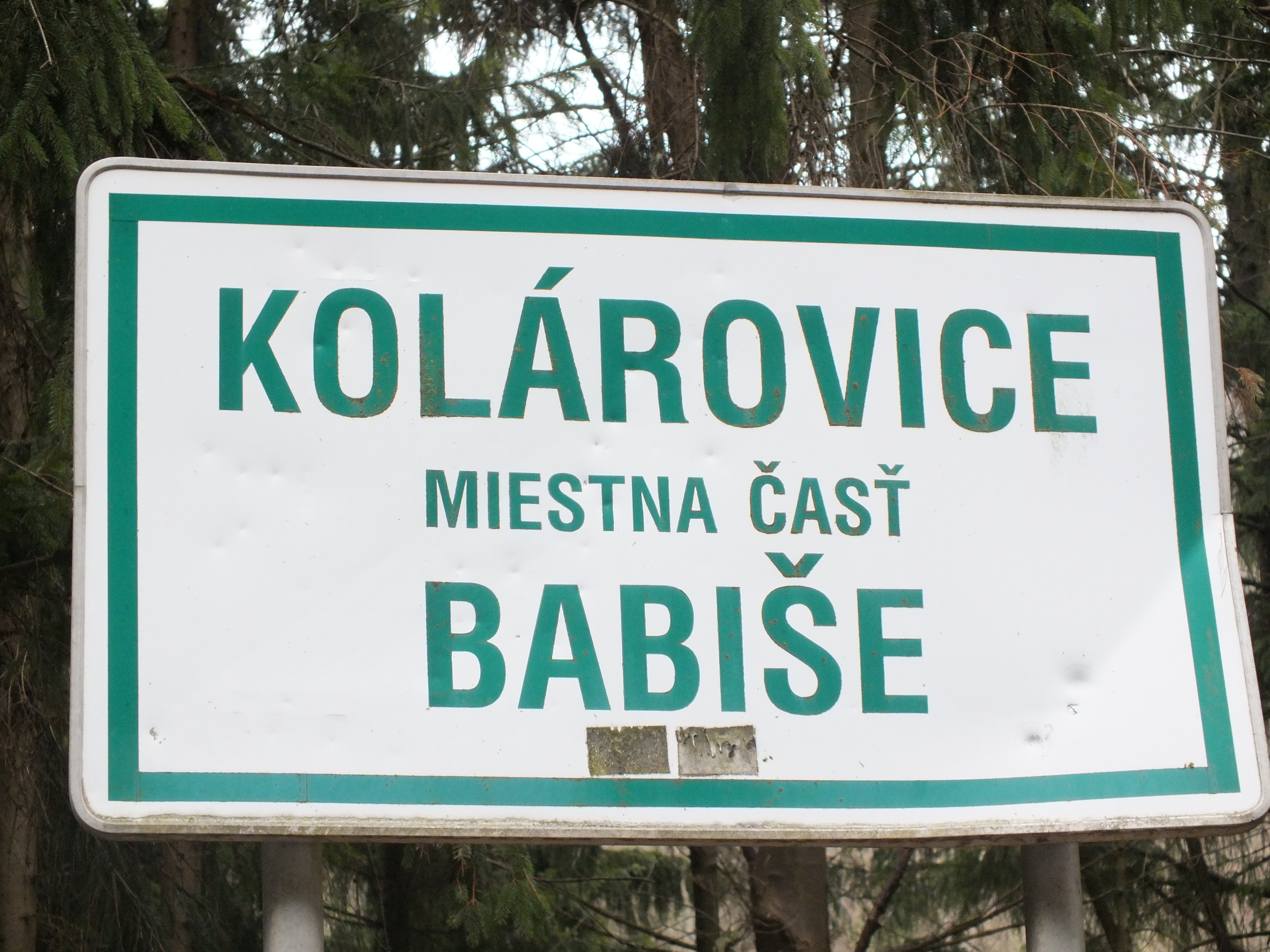
Cedule místní části Babiše

Babiše jsou nejsevernější a zároveň nejvýše položenou částí obce. Samotná osada Babiše leží v nadmořské výšce 690 m n. m. při silnici I/10, přibližně 8 km severo-severozápadně od centra obce. Spolu s příslušejícími osadami leží v pramenné oblasti Kolárovického potoka pod sedlem Javorník (785 m n. m.). K Babiším patří osady Dolina, Gachy, Melocík a Podjavorník. Na severním svahu Slatiny (945 m n. m.) se nachází malé lyžařské středisko s lyžařským vlekem a chatou Čerenka. Pod sedlem Javorník je pohostinství Melocík a parkoviště.

### Čiakov
Čiakov leží 5,5 km severně od středu obce na obou březích Čiakovského potoka, levostranného přítoku Kolárovického potoka, pramenícího na jihovýchodním svahu Mraznice (903 m n. m.), v nadmořské výšce 570 m n. m. Cesta do osady odbočuje ze silnice I/10 doprava (v směru z Kolárovic), na rozcestí je autobusová zastávka. 

### Korytné
Korytné se nachází uprostřed Javorníků na horním toku Kolárovického potoka v nadmořské výšce 540 m n. m. Do osady odbočuje ze silnice I/10 odbočka vlevo, mezi osadami Čiakov a Babiše. K místní časti patří i osady Babišovci, Danišovci, Dzúrikovci a samota Vysoká. 

### Škoruby
Část Škoruby je rozložená po obou stranách silnice I/10 na středním toku Kolárovického potoka v nadmořské výšce 488 m n. m. mezi osadami Slopkov a Čiakov. Leží přibližně 4 km severo-severozápadně od centra Kolárovic. 